# Việt Nam tại Thế vận hội Mùa hè 1988
Tại Thế vận hội Mùa hè 1988 diễn ra ở Seoul, Hàn Quốc, đoàn Việt Nam tham gia với 16 thành viên (trong đó có 9 VĐV) tranh tài ở 6 môn thi: điền kinh, bơi, quyền anh, bắn súng, đấu vật và đua xe đạp.

## Điền kinh
Nội dung marathon nam:
- Nguyễn Văn Thuyết, thành tích: 3:10:57, xếp thứ 97/118 vđv

Nội dung 100m nam:
- Nguyễn Đình Minh, thành tích: 11 giây 09, vòng 1

Nội dung 200m nam:
- Nguyễn Đình Minh, thành tích: 22 giây 65, xếp thứ 67/76 vđv

## Quyền anh
Nội dung dưới 48kg nam:
- Đặng Hiếu Hiền, thành tích: vào vòng 3

Nội dung 63,5-67kg nam:
- Đỗ Tiến Tuấn, thành tích: vòng 1

## Bơi
Nội dung 100m ếch nam:
- Quách Hoài Nam, thành tích: 1 phút 10 giây 90, xếp thứ 54/61 vđv

Nội dung 200m ếch nam:
- Quách Hoài Nam, thành tích: 2 phút 39 giây 69, xếp thứ 50/61 vđv

Nội dung 100m bướm nữ:
- Nguyễn Kiều Oanh, thành tích: 1 phút 07 giây 96, xếp thứ 34/40 vđv

Nội dung 200m bướm nữ:
- Nguyễn Kiều Oanh, thành tích: 2 phút 33 giây 07, xếp thứ 27/28 vđv

## Bắn súng
Nội dung súng ngắn bắn nhanh 25m nam:
- Nguyễn Quốc Cường, thành tích: 590 điểm, xếp thứ 13/32 vđv

## Đấu vật
Nội dung vật tự do 48-52kg nam:
- Nguyễn Kim Hương, thành tích: vòng 3 bảng B

## Đua xe đạp
Nội dung đường trường cá nhân nam:
- Huỳnh Châu, thành tích: bỏ cuộc